# Coppa del mondo di BMX 2011
La Coppa del mondo di BMX 2011, nona edizione della competizione, si è svolta tra l'8 aprile ed il 1º ottobre 2011, per un totale di quattro prove (una quinta prova inizialmente prevista a Sarasota negli Stati Uniti è stata cancellata). La terza prova si è svolta sullo stesso tracciato che ospiterà la gara olimpica del 2012.

## Uomini

### Risultati
| # | Data                    | Evento           | Vincitore      | Leader della Cl. generale |
| - | ----------------------- | ---------------- | -------------- | ------------------------- |
| 1 | 8-9 aprile              | Pietermaritzburg | Corben Sharrah | Corben Sharrah            |
| 2 | 27-28 maggio            | Papendal         | Marc Willers   | Joris Daudet              |
| 3 | 19-20 agosto            | Londra           | Marc Willers   | Joris Daudet              |
| 4 | 30 settembre-1º ottobre | Chula Vista      | Corben Sharrah | Joris Daudet              |

### Classifica generale
| Pos. | Corridore             | Punti |
| ---- | --------------------- | ----- |
| 1    | Joris Daudet          | 631   |
| 2    | Marc Willers          | 504   |
| 3    | Raymon van der Biezen | 467   |
| 4    | Jelle van Gorkom      | 493   |
| 5    | Tory Nyhaug           | 440   |

## Donne

### Risultati
| # | Data                    | Evento           | Vincitrice      | Leader della Cl. generale |
| - | ----------------------- | ---------------- | --------------- | ------------------------- |
| 1 | 8-9 aprile              | Pietermaritzburg | Manon Valentino | Manon Valentino           |
| 2 | 27-28 maggio            | Papendal         | Sarah Walker    | Sarah Walker              |
| 3 | 19-20 agosto            | Londra           | Shanaze Reade   | Sarah Walker              |
| 4 | 30 settembre-1º ottobre | Chula Vista      | Arielle Martin  | Sarah Walker              |

### Classifica generale
| Pos. | Corridore         | Punti |
| ---- | ----------------- | ----- |
| 1    | Sarah Walker      | 700   |
| 2    | Magalie Pottier   | 571   |
| 3    | Mariana Pajón     | 527   |
| 4    | Caroline Buchanan | 513   |
| 5    | Arielle Martin    | 485   |